# Katherine (Min)
Katherine è stato il primo romanzo della scrittrice cinese Anchee Min, pubblicato nel 1995 dalla casa editrice Riverside Books.

## Trama
Sei anni dopo la morte di Mao, la Repubblica Popolare Cinese apre al mondo le proprie porte. Il personaggio che dà il titolo al libro, Katherine, è un'insegnante di lingua inglese trentaseienne a Shanghai, che riesce ad integrarsi ed imparare molto sulla cultura cinese grazie all'interazione con i suoi studenti, dentro e fuori le aule scolastiche.
La narratrice del romanzo, la ventinovenne Zebra Wong, è una delle studentesse di Katherine, che la aiuta ad adottare una bambina cinese di nome Little Rabbit, Coniglietto. Tuttavia il preside della scuola di Katherine, il signor Han, si insospettisce sulle attività della professoressa al di fuori dell'orario scolastico, e riesce a farla licenziare appellandosi alla sua "corrotta influenza occidentale" con l'aiuto di uno studente, Lion Head (Testa di Leone), che è stato rifiutato dall'insegnante dopo averle dichiarato il suo amore. Katherine si appella al console statunitense a Shanghai, ma nonostante i suoi sforzi viene rispedita in America. Tornata a casa riprende i contatti con Zebra e cerca di organizzarsi per far sì che la ragazza e la bambina Little Rabbit si trasferiscano da lei, ma alla fine del romanzo è solo il manoscritto di Zebra che riesce ad arrivarle.